# Kari Ristanen
Kari Ristanen (n. 27 iulie 1958, Tampere, Finlanda) este un schior de fond ce a reprezentat Finlanda, medaliat olimpic. A participat la 2 ediții ale Jocurilor Olimpice (1984, 1988) în care a câștigat o medalie de bronz.